# 维拉诺瓦-达尔登吉
维拉诺瓦-达尔登吉（義大利語：Villanova d'Ardenghi），是意大利帕维亚省的一个市镇。总面积6平方公里，人口773人，人口密度128.8人/平方公里（2009年）。国家统计（ISTAT）代码为018179。